# ALL TIME BEST〜20th STORY + LOVE + SONG〜
『ALL TIME BEST 〜20th STORY + LOVE + SONG〜』（オール・タイム・ベスト トゥエンティース・ストーリー・プラス・ラブ・プラス・ソング）は、GOING UNDER GROUNDのベスト・アルバム。1994のレーベルYouth Recordsより2018年12月12日発売。

## 概要
デビューミニアルバム『Cello』の発売から20周年の記念に制作された、3作目の2枚組ベスト・アルバム。レコード会社の枠を超え、メンバー自身が選曲した全30曲を制作順で収録している。『Cello』の発売日である1998年12月12日からちょうど20年の2018年12月12日に発売された。
本作発売後の2019年1月から2月にかけて、本作のリリースツアーとして「ALL TIME BEST TOUR ～20th STORY＋LOVE＋SONG～」が全8公演行われた。このツアーでは、メンバー自身が40歳を超え、ファンの年齢層にも配慮し、子供連れや体の不自由な人が優先して観覧できるエリアとしてファミリーエリアを設ける試みを行った。

## 収録曲

### DISC 1
1. チェロ – インディーズ1stミニアルバム『Cello』収録曲。
2. 思春期のブルース – インディーズ2ndミニアルバム『思春期のブルース』収録曲。
3. グラフティー – メジャー1stシングル。
4. かよわきエナジー – メジャー1stアルバム『かよわきエナジー』収録曲。
5. ミラージュ – メジャー3rdシングル。
6. ランブル – メジャー4thシングル。
7. ダイアリー – メジャー5thシングル。
8. トワイライト – メジャー6thシングル。
9. ハートビート – メジャー7thシングル。
10. サンキュー – メジャー8thシングル。
11. 同じ月を見てた – メジャー9thシングル。
12. 東京 – 4thアルバム『h.o.p.s.』収録曲。
13. STAND BY ME – メジャー11thシングル。
14. パスポート – 5thアルバム『TUTTI』収録曲。
15. 南十字 – 5thアルバム『TUTTI』収録曲。

### DISC 2
1. ハミングライフ – メジャー14thシングル。
2. TWISTER – メジャー16thシングル。
3. さかさまワールド – メジャー17thシングル。
4. Parade – アルバム初収録曲[注 1][注 2]。
5. 世界のまん中 – 7thアルバム『LUCKY STAR』収録曲。
6. Winding Road – アルバム初収録曲[注 1][注 3]。
7. LISTEN TO THE STEREO!! – メジャー20thシングル。
8. LONG WAY TO GO – メジャー21stシングル。
9. もう夢は見ないことにした – 27thシングル。
10. the band – 28thシングル。
11. Teenage Last – 11thアルバム『Out Of Blue』収録曲。
12. 天国の口、終わりの楽園 – 11thアルバム『Out Of Blue』収録曲。
13. 超新星 – 29thシングル。
14. 夏が僕らに嫉妬する – 12thアルバム『真夏の目撃者』収録曲。
15. あたらしい – 12thアルバム『真夏の目撃者』収録曲。

## 参加ミュージシャン
それぞれの参加楽曲は各初出作品を参照。
- 大久保敬 – キーボード
- 橋口靖正 – キーボード
- 冨田政彦 – ドラムス
- オヤイヅカナル from 木 – キーボード